# Wasyl Łomaczenko
Wasyl Łomaczenko, ukr. Василь Анатолійович Ломаченко (ur. 17 lutego 1988 w Białogrodzie nad Dniestrem) – ukraiński bokser. Jako amator występował w kategoriach lekkiej oraz piórkowej, był dwukrotnym mistrzem olimpijskim, dwukrotnym mistrzem świata, a także mistrzem Europy. Od 2013 walczy zawodowo, były mistrz świata w kategorii piórkowej, były mistrz świata federacji WBO kategorii super piórkowej, były mistrz świata WBC, WBA oraz WBO , a także aktualny czempion IBF i IBO kategorii lekkiej. Pokonał 13 zawodników o tytuł mistrza świata.

## Kariera amatorska
W 2007, podczas mistrzostw świata w Chicago, 19-letni Łomaczenko zdobył srebrny medal w kategorii piórkowej (do 57 kg). Jedynym zawodnikiem, z którym przegrał na punkty (11:16) był Albiert Sielimow. Wkrótce całkowicie ją zdominował, zostając mistrzem Europy oraz mistrzem świata, a także zdobywając złoty medal na igrzyskach olimpijskich w Pekinie (otrzymał też Puchar Vala Barkera). Po zlikwidowaniu w 2010 kategorii piórkowej przeszedł do wagi lekkiej (60 kg), w której w 2011 również został mistrzem globu. Na igrzyskach olimpijskich w Londynie zdobył złoty medal w kategorii do 60 kg.
Jest powszechnie uznawany za najlepszego amatorskiego boksera świata przełomu pierwszej i drugiej dekady XXI wieku.
Karierę amatorską zakończył rekordem 396-1.

## Kariera zawodowa
12 października 2013 Łomaczenko zadebiutował na zawodowym ringu, nokautując w czwartej rundzie Jose Ramireza i zdobywając pas WBO International w wadze piórkowej.
1 marca 2014 w San Antonio w Teksasie broniący tytułu Łomaczenko przegrał niejednogłośnie na punkty (112:116, 113:115, 115:113) z Meksykaninem Orlando Salido, który jednak stracił pas mistrza świata WBO poprzez przekroczenie limitu wagi. Tytuł został uznany za wakujący, ale jedynie Łomaczenko otrzymał prawo do walki o niego.
21 czerwca w Carson w Kalifornii Ukrainiec pokonał decyzją większości sędziów (116:112, 114:114, 116:112) Amerykanina Gary’ego Russella Jr. i odzyskał pas mistrza świata WBO w kategorii piórkowej.
23 listopada w Makau w Chinach wygrał jednogłośnie na punkty (120:107, 120:107, 120:107) z Tajem Chonlatarnem Piriyapinyo.
2 maja 2015 w MGM Grand Garden Arena w Las Vegas pokonał przez nokaut w dziewiątej rundzie Portorykańczyka Gamaliera Rodrigueza, po raz drugi broniąc tytuł mistrza świata WBO wagi piórkowej.
11 czerwca 2016 w Madison Square Garden pokonał przez nokaut w piątej rundzie mistrza świata WBO kategorii super piórkowej, Portorykańczyka Romana Martineza, przechodząc tym samym do historii boksu zawodowego jako pierwszy zdobywca tytułu mistrza świata w drugiej kategorii wagowej po zaledwie siedmiu walkach.
5 sierpnia 2017 w Kalifornii w trzeciej walce w obronie tytułu mistrza świata WBO kategorii super piórkowej pokonał w siódmej rundzie Kolumbijczyka Miguela Marriagę.
9 grudnia w Madison Square Garden w Nowym Jorku spotkał się z innym dwukrotnym złotym medalistą olimpijskim, Guillermo Rigondeaux. Zdominował rywala, który po szóstej rundzie zrezygnował z wyjścia na ring, dzięki czemu po raz czwarty obronił pas mistrza świata WBO wagi super piórkowej.
12 maja 2018 także w Madison Square Garden zmierzył się z Wenezuelczykiem Jorge Linaresem, mistrzem WBA wagi lekkiej. Wygrał przez techniczny nokaut w dziesiątej rundzie, zostając pierwszym w dziejach boksu zawodowego zdobywcą tytułu mistrza świata w trzeciej kategorii wagowej (135 funtów) po zaledwie dwunastu pojedynkach.
8 grudnia w Madison Square Garden Theatre stanął do unifikacyjnego pojedynku z reprezentantem Portoryko Jose Pedrazą. Miał rywala dwukrotnie na deskach i ostatecznie wygrał jednogłośnie na punkty (117-109, 119-107, 117-109), dorzucając do tytułu WBA mistrzowski pas federacji WBO.
12 kwietnia 2019 w Staples Centre w Los Angeles znokautował w czwartej rundzie Anthony'ego Crollę, broniąc tytułów WBA i WBO w wadze lekkiej.
31 sierpnia w O2 Arenie w Londynie pokonał jednogłośnie na punkty (118-109, 119-108, 119-108) reprezentanta Wielkiej Brytanii Luke'a Campbella i zunifikował tytuły WBC, WBA oraz WBO w wadze lekkiej.
17 października 2020 w MGM Grand w Las Vegas nieoczekiwanie uległ jednomyślną decyzją sędziów (112-116, 109-119, 111-117) Amerykaninowi Teofimo Lopezowi, który dzięki temu stał się posiadaczem mistrzowskich pasów federacji WBC, WBA, IBF oraz WBO w wadze lekkiej.
W 2021 w pierwszych walkach po utracie mistrzowskich tytułów pokonał 26 czerwca w Las Vegas reprezentanta Japonii Masayoshi Nakatani przez techniczny nokaut w dziewiątej rundzie, a 11 grudnia w Madison Square Garden wysoko na punkty (119-108, 119-108, 117-110) Richarda Commeya.
W 2022 nie przystąpił do kontraktowanej walki z nowym mistrzem wagi lekkiej kilku federacji George’em Kambososem Jr. z Australii, gdyż po pełnowymiarowej rosyjskiej inwazji na Ukrainę 24 lutego 2022 wrócił z USA przez Rumunię do ojczyzny, by służyć w ukraińskiej obronie terytorialnej. W tym czasie Kambosos został pokonany w czerwcu przez mistrza WBC Devina Haneya, który stał się niekwestionowanym mistrzem wagi lekkiej wszystkich federacji i w październiku pokonał Kambososa także w walce rewanżowej.
20 maja 2023 w MGM Grand Garden Arena w Las Vegas Łomaczenko przegrał jednogłośnie na punkty (112-116, 113-115, 113-115) walkę z Devinem Haneyem o tytuły mistrza świata WBC, WBA, IBF oraz WBO wagi lekkiej.
12 maja 2024 roku w australijskim Perth stoczył walkę z byłym mistrzem wagi lekkiej George'em Kambososem Jr. o wakujący tytuł wagi lekkiej IBF. W jednym ze swoich najbardziej dominujących występów na przestrzeni ostatnich lat zwyciężył przez TKO w 11. rundzie. Przez całą walkę Łomaczenko wyprowadził aż 175 celnych ciosów, a Australijczyk zaledwie 40.
Na początku czerwca 2025 roku ogłosił zakończenie kariery.

## Lista walk zawodowych
| Wynik   | Bilans | Przeciwnik (bilans przed walką) | Rozstrzygnięcie | Runda | Data       | Miejsce                                            | Uwagi |
| ------- | ------ | ------------------------------- | --------------- | ----- | ---------- | -------------------------------------------------- | --- |
| Wygrana | 18-3   | George Kambosos Jr (21-2)       | TKO             | 11/12 | 12.05.2024 | RAC Arena, Perth                                   | Zdobył pasy mistrza świata federacji IBF i IBO w kategorii lekkiej                                           |
| Porażka | 17-3   | Devin Haney (29-0)              | UD              | 12/12 | 20.05.2023 | MGM Grand Las Vegas, Las Vegas                     | Walka o mistrzowskie pasy WBC, WBA, IBF oraz WBO w wadze lekkiej                                             |
| Wygrana | 17-2   | Jamaine Ortiz (16-0-1)          | UD              | 12/12 | 29.10.2022 | Madison Square Garden Theatre, Nowy Jork           | |
| Wygrana | 16-2   | Richard Commey (30-3)           | UD              | 12/12 | 11.12.2021 | Madison Square Garden, Nowy Jork                   | Zdobył tytuł WBO Continental w wadze lekkiej                                                                 |
| Wygrana | 15-2   | Masayoshi Nakatani (19-1)       | TKO             | 9/12  | 26.06.2021 | Virgin Hotels Las Vegas, Las Vegas                 | |
| Porażka | 14-2   | Teófimo López (15-0)            | UD              | 12/12 | 17.10.2020 | MGM Grand Las Vegas, Las Vegas                     | Stracił pasy mistrzowskie WBC, WBA oraz WBO w wadze lekkiej, Pojedynek o pas mistrzowski IBF w wadze lekkiej |
| Wygrana | 14-1   | Luke Campbell (20-2)            | UD              | 12/12 | 31.08.2019 | O2 Arena, Londyn                                   | Zunifikował mistrzowskie pasy WBC, WBA oraz WBO w wadze lekkiej                                              |
| Wygrana | 13-1   | Anthony Crolla (34-6-3)         | KO              | 4/12  | 12.04.2019 | Staples Centre, Los Angeles                        | Obronił pasy mistrza świata WBA i WBO wagi lekkiej                                                           |
| Wygrana | 12-1   | José Pedraza (25-1)             | UD              | 12/12 | 8.12.2018  | Madison Square Garden Theatre, Nowy Jork           | Obronił pas mistrza świata WBA wagi lekkiej, wywalczył pas mistrza świata WBO                                |
| Wygrana | 11-1   | Jorge Linares (44-3)            | TKO             | 10/12 | 12.05.2018 | Madison Square Garden, New York City, New York, US | Zdobył pas mistrza świata WBA wagi lekkiej.                                                                  |
| Wygrana | 10-1   | Guillermo Rigondeaux (17-0)     | RTD             | 6/12  | 9.12.2017  | Madison Square Garden Theatre, Nowy Jork           | Obronił pas mistrza świata WBO wagi super piórkowej.                                                         |
| Wygrana | 9-1    | Miguel Marriaga (25-2)          | RTD             | 7/12  | 5.08.2017  | Microsoft Theater, Los Angeles, California, US     | Obronił pas mistrza świata WBO wagi super piórkowej.                                                         |
| Wygrana | 8-1    | Jason Sosa (20-1-4)             | RTD             | 9/12  | 8.04.2017  | MGM National Harbor, Oxon Hill, Maryland, US       | Obronił pas mistrza świata WBO wagi super piórkowej.                                                         |
| Wygrana | 7-1    | Nicholas Walters (26-0-1)       | RTD             | 7/12  | 26.11.2016 | Cosmopolitan of Las Vegas, Las Vegas               | Obronił pas mistrza świata WBO wagi super piórkowej.                                                         |
| Wygrana | 6-1    | Roman Martinez (29-2-3)         | KO              | 5/12  | 11.05.2016 | Madison Square Garden Theatre, Nowy Jork           | Zdobył pas mistrza świata WBO wagi super piórkowej.                                                          |
| Wygrana | 5-1    | Romulo Koasicha (25-4)          | KO              | 10/12 | 7.11.2015  | Thomas & Mack Center, Las Vegas, Nevada, USA       | Obronił pas mistrza świata WBO.                                                                              |
| Wygrana | 4-1    | Gamalier Rodriguez (25-2-3)     | KO              | 9/12  | 2.05.2015  | MGM Grand, Las Vegas, Nevada, USA                  | Obronił pas mistrza świata WBO.                                                                              |
| Wygrana | 3-1    | Chonlatarn Piriyapinyo (51-1)   | UD              | 12/12 | 23.11.2014 | Cotai Arena, Venetian Resort, Makau, Chiny         | Obronił pas mistrza świata WBO.                                                                              |
| Wygrana | 2-1    | Gary Russell Jr. (24-0)         | MD              | 12/12 | 21.06.2014 | StubHub Center, Carson, Kalifornia, USA            | Zdobył pas mistrza świata WBO.                                                                               |
| Porażka | 1-1    | Orlando Salido (41-12-2)        | SD              | 12/12 | 25.01.2014 | Alamodome, San Antonio, Teksas,USA                 | Orlando Salido stracił pas mistrza świata WBO poprzez przekroczenie limitu na wadze. Tytuł został zwakowany. |
| Wygrana | 1-0    | José Ramírez (25-3)             | TKO             | 4/10  | 12.10.2013 | Thomas & Mack Center, Las Vegas, Nevada, USA       | Zdobył pas WBO International w wadze piórkowej.                                                              |

TKO – techniczny nokaut, KO – nokaut, UD – jednogłośna decyzja, SD- niejednogłośna decyzja(dwa do jednego), MD – decyzja większości(dwa do remisu), PTS – walka zakończona na punkty

## Tytuły
- Mistrz świata WBO w wadze piórkowej
- Mistrz świata WBO w wadze super piórkowej
- Mistrz świata WBC wagi lekkiej
- Mistrz świata WBA wagi lekkiej
- Mistrz świata WBO w wadze lekkiej
- Mistrz świata IBF w wadze lekkiej

## Krytycy
W grudniu 2021 roku gwiazda światowego boksu i żywa legenda Ukrainy Wołodymyr Kliczko był bardzo oburzony czynem swojego rodaka Wasyla Łomaczenki. Po walce z Kommym wszedł na ring nie z flagą Ukrainy, ale z flagą swojego rodzinnego miasta Akkerman (Biełhorod-Dniestrowski). 
„Wasyl wygrał, gratulacje, ale czy reprezentował kraj bez flagi swojego kraju?” – Kliczko zadał pytanie retoryczne, dodając skrót WTF".